# Delvin Miller
Delvin Glenn "Del" Miller, född 15 juli 1913 i Woodland, Kalifornien i USA, död 19 augusti 1996 i Orlando, Florida, var en amerikansk travkusk och travtränare. Han gjorde sig även känd som uppfödare efter att han köpt passgångaren Adios som avelshingst till sin verksamhet på Meadow Lands Farm i Meadow Lands, Pennsylvania. Under en åtta decennier lång karriär har Miller vunnit flera storlopp i USA, och även i Frankrike.
1973 köpte han även banan The Meadows Racetrack där passgångsloppet Adios Pace har körts sedan 1967, till minne av avelshingsten Adios. 1997 döptes loppet officiellt om till Delvin Miller Adios Pace för att hedra Millers bortgång.
Delvin Miller valdes in i United States Harness Racing Hall of Fame 1969. Han avled 19 augusti 1996 och begravdes på Cross Creek Cemetery i Cross Creek, Pennsylvania.

## Större segrar i urval
| År   | Lopp                      | Häst              | Kusk          | Tränare          |
| ---- | ------------------------- | ----------------- | ------------- | ---------------- |
| 1950 | Little Brown Jug          | Dudley Hanover    | Delvin Miller | Spud Fitzpatrick |
| 1950 | Hambletonian Stakes       | Lusty Song        | Delvin Miller | Fay Fitzpatrick  |
| 1951 | Little Brown Jug          | Tar Heel          | Del Cameron   | Delvin Miller    |
| 1952 | Little Brown Jug          | Meadow Rice       | Del Cameron   | Delvin Miller    |
| 1953 | Hambletonian Stakes       | Helicopter        | Harry Harvey  | Delvin Miller    |
| 1954 | Kentucky Futurity         | Harlan            | Delvin Miller | Delvin Miller    |
| 1956 | American Pacing Classic   | Dotties Pick      | Delvin Miller | Delvin Miller    |
| 1957 | Messenger Stakes          | Meadow Lands      | Delvin Miller | Delvin Miller    |
| 1958 | Messenger Stakes          | O'Brien Hanover   | James Jordan  | Delvin Miller    |
| 1960 | Cane Pace                 | Countess Adios    | Delvin Miller | Delvin Miller    |
| 1960 | Yonkers Trot              | Duke of Decatur   | Delvin Miller | Delvin Miller    |
| 1960 | Messenger Stakes          | Countess Adios    | Delvin Miller | Delvin Miller    |
| 1961 | Hambletonian Stakes       | Harlan Dean       | Jimmy Arthur  | Delvin Miller    |
| 1973 | International Trot        | Delmonica Hanover | John Chapman  | Delvin Miller    |
| 1974 | International Trot        | Delmonica Hanover | John Chapman  | Delvin Miller    |
| 1974 | Dexter Cup                | Surge Hanover     | Delvin Miller | Delvin Miller    |
| 1974 | Yonkers Trot              | Spitfire Hanover  | Delvin Miller | Delvin Miller    |
| 1980 | Canadian Trotting Classic | Devil Hanover     | Delvin Miller | Delvin Miller    |